# Stanisław Śmigiel
Stanisław Andrzej Śmigiel (ur. 24 listopada 1953 w Lipnie) – polski inżynier, działacz opozycji demokratycznej w okresie PRL.

## Życiorys
W 1978 ukończył studia na Wydziale Elektroniki Politechniki Gdańskiej. Do 1986 był zatrudniony w Toruńskiej Przędzalni Czesankowej Merinotex.
Z opozycją demokratyczną związany od czasów studenckich (1977) jako działacz gdańskiego Studenckiego Komitetu Solidarności, następnie współpracownik Komitetu Obrony Robotników, Komitetu Samoobrony Społecznej „KOR” i Wolnych Związków Zawodowych Wybrzeża. W 1978 po raz pierwszy został zatrzymany w Sopocie w czasie wykładów Towarzystwa Kursów Naukowych, następnie ukarany karą 7 dni aresztu, w późniejszym czasie był wielokrotnie zatrzymywany na 48 godzin. Po podjęciu pracy w Toruniu organizował Klub Samoobrony Społecznej Regionu Wielkopolsko-Kujawskiego, był sygnatariuszem Karty Praw Robotniczych. W trakcie wydarzeń sierpniowych w 1980 ponownie aresztowany, zwolniony w związku z podpisaniem porozumień sierpniowych. Wstąpił do „Solidarności”, współtworzył komisję zakładową i lokalną oficynę wydawnictw niezależnych. Po wprowadzeniu stanu wojennego został internowany na okres od 13 grudnia 1981 do 21 lipca 1982 w Potulicach i Strzebielinku. Po zwolnieniu kierował założonym przez siebie drugoobiegowym wydawnictwem Kwadrat. Był konstruktorem aparatury nadawczej, przy wykorzystaniu której udało się wyemitować kilka audycji na fonii programu telewizyjnego. W 1984 za prowadzoną działalność opozycyjną został ponownie tymczasowo aresztowany, następnie skazany na karę 1 roku i 6 miesięcy pozbawienia wolności z warunkowym zawieszeniem jej wykonania na okres 3 lat próby. W 1986 był organizatorem lokalnego Klubu Myśli Politycznej oraz pisma „Inicjatywy”. Wszedł w skład niejawnej wówczas Regionalnej Komisji Wykonawczej toruńskiej „Solidarności”. W 1989 kierował sztabem wyborczym Komitetu Obywatelskiego w województwach włocławskim i toruńskim. Wszedł w skład komisji weryfikacyjnej funkcjonariuszy Służby Bezpieczeństwa.
W okresie III RP do 2005 był członkiem Ruchu Obywatelskiego Akcja Demokratyczna, Unii Demokratycznej i Unii Wolności. Kierował regionalnymi kampaniami wyborczymi Tadeusza Mazowieckiego i Jacka Kuronia. Pracował m.in. w urzędzie wojewódzkim w Bydgoszczy, urzędzie miejskim w Toruniu oraz w Telewizji Polskiej jako dyrektor biura bezpieczeństwa.
Członek Stowarzyszenia Wolnego Słowa.

## Odznaczenia i wyróżnienia
- Krzyż Komandorski Orderu Odrodzenia Polski (2007)[4]
- Krzyż Wolności i Solidarności (2015)[5][6]
- Złoty Krzyż Zasługi (2000)[7]
- Medal Stulecia Odzyskanej Niepodległości (2019)[8]
- Zasłużony Działacz Kultury (1999)
- Brązowy Medal „Za zasługi dla obronności kraju” (2006)
- Medal Marszałka Województwa Kujawsko-Pomorskiego „Unitas Durat Palatinatus Cuiaviano-Pomeraniensis” (2009)[9]